# 1909 في البرازيل
فيما يلي قوائم الأحداث التي وقعت خلال عام 1909 في البرازيل.

## سياسة

### تعيين في المنصب
- 14 يونيو – نيلو بيسانيا رئيس البرازيل.

## مواليد

### يناير
- 1 يناير – آرثر ماكادو لاعب كرة قدم برازيلي.

### فبراير
- 7 فبراير – هيلدر كامارا

### نوفمبر
- 1 نوفمبر – فيسنتي فيولا لاعب كرة قدم برازيلي.
- 21 نوفمبر – أوكتاسيليو بينهيرو غيرا لاعب كرة قدم برازيلي.
- 29 نوفمبر – لويس دوس سانتوس لوز لاعب كرة قدم برازيلي.

### ديسمبر
- 7 ديسمبر – إيكليديس باربوسا لاعب كرة قدم برازيلي.

## وفيات

### مارس
- 6 مارس – جواو باربوسا رودريغز (مواليد 1842)

### يونيو
- 14 يونيو – أفونسو بينا (مواليد 1847)